# Oxydesmus mastophorus
Oxydesmus mastophorus är en mångfotingart som först beskrevs av Carl Eduard Adolph Gerstäcker 1873.  Oxydesmus mastophorus ingår i släktet Oxydesmus och familjen Oxydesmidae. Inga underarter finns listade i Catalogue of Life.